# Bear Valley (contea di Mariposa, California)
Bear Valley è un census-designated place (CDP) degli Stati Uniti d'America, situato nello stato della California, nella contea di Mariposa.